# جيكوب تريمبلاي
جيكوب تريمبلاي (بالإنجليزية: Jacob Tremblay) (مواليد 5 أكتوبر 2006 في فانكوفر)، هو ممثل كندي بدأ مسيرته الفنية عام 2013. اشتُهر بدوره طفلًا في فيلم السنافر 2، ودور بيتر في فيلم كتاب هنري.

## الأعمال
- 2013: السنافر 2
- 2015: غرفة
- 2016: قبل أن أستيقظ
- 2016: شت إن
- 2017: كتاب هنري
- 2017: وندر
- 2018: المفترس
- 2019: جود بويز
- 2019: دكتور سليب

## وصلات خارجية
- جيكوب تريمبلاي على موقع IMDb (الإنجليزية)
- جيكوب تريمبلاي على موقع ميتاكريتيك (الإنجليزية)
- جيكوب تريمبلاي على موقع روتن توميتوز (الإنجليزية)
- جيكوب تريمبلاي على موقع ميوزك برينز (الإنجليزية)
- جيكوب تريمبلاي على موقع أول موفي (الإنجليزية)
- جيكوب تريمبلاي على موقع قاعدة بيانات الأفلام السويدية (السويدية)
- جيكوب تريمبلاي على موقع قاعدة بيانات الفيلم (الإنجليزية)
- جيكوب تريمبلاي على موقع كينوبويسك (الروسية)